# Japan Soccer League 1990-1991
La stagione 1990-1991 è stata la ventiseiesima edizione della Japan Soccer League, massimo livello del campionato giapponese di calcio.

## Avvenimenti

### Antefatti

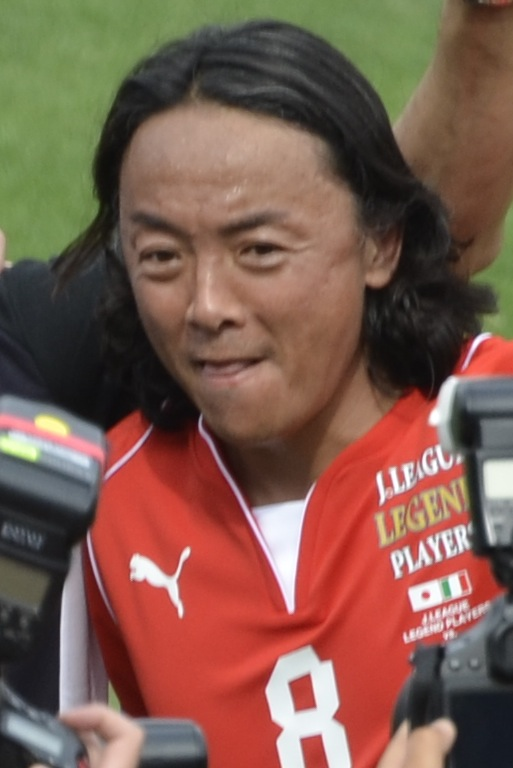
Tsuyoshi Kitazawa, laureatosi capocannoniere del torneo assieme a Tetsuya Totsuka e Renato.

Il precampionato fu caratterizzato da un consistente movimento di giocatori stranieri in entrambe le divisioni: mentre Toshiba e Toyota Motors si assicurarono, rispettivamente, il centravanti della Celeste Pedro Pedrucci e l'ex verdeoro Jorginho, le due retrocesse Hitachi e Fujita affidarono l'attacco al centravanti del Nissan Motors campione in carica Wagner Lopes e al boliviano Víctor Antelo. Vestendo la maglia del Sanfrecce Hiroshima, Dan Calichman divenne il primo statunitense a giocare nel campionato giapponese.
Lo Yomiuri rinnovò ulteriormente la propria rosa svincolando dei veterani come Matsuki e Toledo, sostituiti da Kazuyoshi Miura e Hiroyuki Sakashita, il neopromosso Mitsubishi Motors formò una rosa che accostava giocatori esperti (come Katsuyoshi Shintō e il rientrante Kazuo Ozaki) a dei giovani esordienti (Eiji Satō e Takeshi Mizuuchi), mentre la All Nippon Airways promosse in prima squadra Naoto Ōtake, un esordiente con già all'attivo delle esperienze internazionali.

### Il campionato
Il torneo iniziato l'8 settembre 1990 fu dominato dallo Yomiuri che, pur riportando alcune sconfitte importanti come il doppio rovescio negli scontri con i diretti rivali del Nissan Motors, mantenne un'andatura che le permise di imporsi in maniera netta sulle avversarie. Nelle posizioni immediatamente successive, oltre al terzo posto di un Honda Motor ancora composto esclusivamente da giocatori dilettanti, si registrò il buon campionato disputato dal neopromosso Toyota Motors e le prestazioni anonime delle pur quotate All Nippon Airways e Yamaha Motors. In zona salvezza, perdendo lo scontro diretto alla terzultima giornata con il Mitsubishi Motors, il titolato Yanmar Diesel cadde per la prima volta in seconda divisione, accompagnando un NKK in declino e mai capace di entrare in partita.
Il secondo raggruppamento vide invece il dominio da parte dell'Hitachi che, segnando un totale di 102 gol (56 dei quali segnati dalla coppia Lopes-Regis, rispettivamente primo e secondo nella classifica dei marcatori), non incontrò eccessive difficoltà nell'ottenere l'immediato ritorno in massima serie. Alle spalle si classificò il Mazda, che riscattò la promozione mancata l'anno precedente assicurandosi in anticipo la posizione valida per la risalita. A chiudere la classifica furono l'Osaka Gas e il Nippon Steel, entrambe da tempo arenate sul fondo.

## Squadre

### Profili
Division 1
| Club partecipanti   | Club partecipanti | Città     | Stagione 1989-1990                                   |
| ------------------- | ----------------- | --------- | ---------------------------------------------------- |
| ANA                 | dettagli          | Yokohama  | 3° in JSL Division 1                                 |
| Furukawa Electric   | dettagli          | Ichihara  | 4° in JSL Division 1                                 |
| Honda Motor         | dettagli          | Hamamatsu | 6° in JSL Division 1                                 |
| Matsushita Electric | dettagli          | Osaka     | 10° in JSL Division 1                                |
| Mitsubishi Motors   | dettagli          | Saitama   | 1° in JSL Division 2 (promosso) (come Mitsubishi HI) |
| NKK                 | dettagli          | Kawasaki  | 8° in JSL Division 1                                 |
| Nissan Motors       | dettagli          | Yokohama  | Campione del Giappone                                |
| Toshiba             | dettagli          | Kawasaki  | 9° in JSL Division 1                                 |
| Toyota Motors       | dettagli          | Nagoya    | 2° in JSL Division 2 (promosso)                      |
| Yamaha Motors       | dettagli          | Iwata     | 5° in JSL Division 1                                 |
| Yanmar Diesel       | dettagli          | Osaka     | 7° in JSL Division 1                                 |
| Yomiuri             | dettagli          | Tokyo     | 2° in JSL Division 1                                 |

Division 2
| Club partecipanti | Club partecipanti | Città      | Stagione 1989-1990                  |
| ----------------- | ----------------- | ---------- | ----------------------------------- |
| Cosmo Oil         | dettagli          | Yokkaichi  | 10° in JSL Division 2               |
| Fujita            | dettagli          | Tokyo      | 11° in JSL Division 1 (retrocesso)  |
| Fujitsu           | dettagli          | Kawasaki   | 5° in JSL Division 2                |
| Hitachi           | dettagli          | Kashiwa    | 12° in JSL Division 1 (retrocesso)  |
| Kawasaki Steel    | dettagli          | Kōbe       | 8° in JSL Division 2                |
| Kofu Club         | dettagli          | Kōfu       | 12° in JSL Division 2               |
| Kyoto Shiko       | dettagli          | Kyoto      | 4° in JSL Division 2                |
| Mazda             | dettagli          | Hiroshima  | 3° in JSL Division 2                |
| Nippon Steel      | dettagli          | Kitakyūshū | 3° in JSL Division 2                |
| NTT Kanto         | dettagli          | Saitama    | 9° in JSL Division 2                |
| Osaka Gas         | dettagli          | Osaka      | 14° in JSL Division 2               |
| Otsuka Pharma     | dettagli          | Tokushima  | 1° nei playoff regionali (promosso) |
| Sumitomo Metals   | dettagli          | Kashima    | 6° in JSL Division 2                |
| Tanabe Pharma     | dettagli          | Osaka      | 7° in JSL Division 2                |
| Toho Titanium     | dettagli          | Kanagawa   | 11° in JSL Division 2               |
| Yomiuri Junior    | dettagli          | Tokyo      | 2° nei playoff regionali (promosso) |

### Allenatori
Division 1
| Club                | Allenatore           |
| ------------------- | -------------------- |
| ANA                 | Toshihiko Shiozawa   |
| Furukawa Electric   | Osamu Kawamoto       |
| Honda Motor         | Masataka Imai        |
| Matsushita Electric | Yoji Mizuguchi       |
| Mitsubishi Motors   | Kazuo Saitō          |
| NKK                 | Shintaro Okamura     |
| Nissan Motors       | José Oscar Bernardi  |
| Toshiba             | Takeo Takahashi      |
| Toyota Motors       | Kenji Soga           |
| Yamaha Motors       | Kikuo Konagaya       |
| Yanmar Diesel       | Daishirō Yoshimura   |
| Yomiuri             | Carlos Alberto Silva |

Division 2
| Club            | Allenatore      |
| --------------- | --------------- |
| Cosmo Oil       | Mitsuo Kamata   |
| Fujita          | Mitsuru Komaeda |
| Fujitsu         | Shigeo Yaegashi |
| Hitachi         | Hiroyuki Usui   |
| Kawasaki Steel  | Seiichi Kun     |
| Kofu Club       | Haruo Hamo      |
| Kyoto Shiko     | Bunji Kimura    |
| Mazda           | Kazuo Imanishi  |
| Nippon Steel    | Oi Narimoto     |
| NTT Kanto       | Hisao Shirato   |
| Osaka Gas       | Sconosciuto     |
| Otsuka Pharma   | Kunio Yamade    |
| Sumitomo Metals | Mitsuro Suzuki  |
| Tanabe Pharma   | Akio Arai       |
| Toho Titanium   | Akira Orido     |
| Yomiuri Junior  | Ryosuke Ofuchi  |

## Classifiche finali

### JSL Division 1
|                     | Pos. | Squadra             | Pt | G  | V  | N  | P  | GF | GS | DR  |
| ------------------- | ---- | ------------------- | -- | -- | -- | -- | -- | -- | -- | --- |
| Giappone (bandiera) | 1.   | Yomiuri             | 49 | 22 | 15 | 4  | 3  | 41 | 16 | +25 |
|                     | 2.   | Nissan Motors       | 42 | 22 | 11 | 9  | 2  | 27 | 10 | +17 |
|                     | 3.   | Honda Motor         | 38 | 22 | 10 | 8  | 4  | 29 | 21 | +8  |
|                     | 4.   | Toshiba             | 32 | 22 | 8  | 8  | 6  | 26 | 24 | +2  |
|                     | 5.   | Toyota Motors       | 30 | 22 | 7  | 9  | 6  | 26 | 27 | -1  |
|                     | 6.   | Matsushita Electric | 30 | 22 | 7  | 9  | 6  | 24 | 26 | -2  |
|                     | 7.   | ANA                 | 27 | 22 | 7  | 6  | 9  | 24 | 24 | 0   |
|                     | 8.   | Yamaha Motors       | 25 | 22 | 6  | 7  | 9  | 21 | 22 | -1  |
|                     | 9.   | Furukawa Electric   | 25 | 22 | 5  | 10 | 7  | 22 | 24 | -2  |
|                     | 10.  | Mitsubishi Motors   | 24 | 22 | 6  | 6  | 10 | 18 | 23 | -5  |
|                     | 11.  | Yanmar Diesel       | 20 | 22 | 5  | 5  | 12 | 13 | 31 | -18 |
|                     | 12.  | NKK                 | 11 | 22 | 2  | 5  | 15 | 16 | 39 | -23 |

Legenda:

      Campione del Giappone e ammessa al Campionato d'Asia per club 1991-92

      Ammessa alla Coppa delle Coppe dell'AFC 1991-92 in seguito alla rinuncia del Matsushita Electric vincitore della Coppa dell'Imperatore

      Retrocessa in Japan Soccer League Division 2 1991-92

Note:
Tre punti a vittoria, uno a pareggio, zero a sconfitta.

### JSL Division 2
|  | Pos. | Squadra         | Pt | G  | V  | N | P  | GF  | GS | DR  |
|  | ---- | --------------- | -- | -- | -- | - | -- | --- | -- | --- |
|  | 1.   | Hitachi         | 82 | 30 | 27 | 1 | 2  | 102 | 19 | +83 |
|  | 2.   | Mazda           | 74 | 30 | 24 | 2 | 4  | 76  | 17 | +59 |
|  | 3.   | Fujita          | 60 | 30 | 21 | 7 | 2  | 60  | 15 | +45 |
|  | 4.   | Sumitomo Metals | 51 | 30 | 15 | 6 | 9  | 43  | 24 | +19 |
|  | 5.   | Fujitsu         | 51 | 30 | 15 | 6 | 9  | 46  | 30 | +16 |
|  | 6.   | NTT Kanto       | 51 | 30 | 16 | 3 | 11 | 43  | 41 | +2  |
|  | 7.   | Kawasaki Steel  | 49 | 30 | 15 | 4 | 11 | 37  | 41 | -4  |
|  | 8.   | Yomiuri Junior  | 40 | 30 | 11 | 7 | 12 | 37  | 38 | -1  |
|  | 9.   | Tanabe Pharma   | 40 | 30 | 12 | 4 | 14 | 39  | 41 | -2  |
|  | 10.  | Otsuka Pharma   | 35 | 30 | 11 | 2 | 17 | 32  | 44 | -12 |
|  | 11.  | Cosmo Oil       | 34 | 30 | 9  | 7 | 14 | 26  | 39 | -13 |
|  | 12.  | Kofu Club       | 34 | 30 | 9  | 7 | 14 | 37  | 57 | -20 |
|  | 13.  | Kyoto Shiko     | 31 | 30 | 8  | 7 | 15 | 42  | 62 | -20 |
|  | 14.  | Toho Titanium   | 18 | 30 | 4  | 6 | 20 | 13  | 41 | -28 |
|  | 15.  | Osaka Gas       | 12 | 30 | 2  | 6 | 22 | 14  | 62 | -48 |
|  | 16.  | Nippon Steel    | 11 | 30 | 3  | 2 | 25 | 18  | 94 | -76 |

Legenda:

      Promosso in Japan Soccer League Division 1 1991-92

      Retrocessa nei campionati regionali

Note:
Tre punti a vittoria, uno a pareggio, zero a sconfitta.

## Statistiche

### Classifiche di rendimento

#### Rendimento casa-trasferta
| Casa                | Casa | Trasferta           | Trasferta |
|                     |      |                     |           |
| Yomiuri             | 26   | Yomiuri             | 23        |
| Honda Motor         | 22   | Nissan Motors       | 22        |
| Nissan Motors       | 20   | Yamaha Motors       | 20        |
| Toshiba             | 20   | Honda Motor         | 18        |
| Matsushita Electric | 20   | Toyota Motors       | 14        |
| Toyota Motors       | 18   | Toshiba             | 12        |
| ANA                 | 16   | Yanmar Diesel       | 12        |
| Yamaha Motors       | 15   | ANA                 | 11        |
| Furukawa Electric   | 14   | Furukawa Electric   | 11        |
| Mitsubishi Motors   | 13   | Mitsubishi Motors   | 11        |
| Yanmar Diesel       | 8    | Matsushita Electric | 10        |
| NKK                 | 7    | NKK                 | 4         |

| Casa            | Casa | Trasferta       | Trasferta |
|                 |      |                 |           |
| Hitachi         | 43   | Hitachi         | 39        |
| Mazda           | 40   | Mazda           | 34        |
| Fujita          | 38   | Fujita          | 32        |
| Fujitsu         | 35   | Sumitomo Metals | 25        |
| NTT Kanto       | 34   | Kawasaki Steel  | 22        |
| Kawasaki Steel  | 27   | Yomiuri Junior  | 20        |
| Sumitomo Metals | 26   | Kyoto Shiko     | 18        |
| Tanabe Pharma   | 25   | NTT Kanto       | 17        |
| Cosmo Oil       | 21   | Otsuka Pharma   | 17        |
| Yomiuri Junior  | 20   | Fujitsu         | 16        |
| Kofu Club       | 20   | Tanabe Pharma   | 15        |
| Otsuka Pharma   | 18   | Kofu Club       | 14        |
| Kyoto Shiko     | 13   | Cosmo Oil       | 13        |
| Toho Titanium   | 9    | Toho Titanium   | 9         |
| Osaka Gas       | 6    | Nippon Steel    | 8         |
| Nippon Steel    | 3    | Osaka Gas       | 6         |

### Primati stagionali
| Record della Division 1 - Maggior numero di vittorie: Yomiuri (15) - Minor numero di sconfitte: Nissan Motors (2) - Miglior attacco: Yomiuri (41) - Miglior difesa: Nissan Motors (10) - Miglior differenza reti: Yomiuri (+25) - Maggior numero di pareggi: Furukawa Electric (10) - Minor numero di pareggi: Yomiuri (4) - Maggior numero di sconfitte: NKK (15) - Minor numero di vittorie: NKK (2) - Peggior attacco: Yanmar Diesel (13) - Peggior difesa: NKK (39) - Peggior differenza reti: NKK (-23) | Record della Division 2 - Maggior numero di vittorie: Hitachi (27) - Minor numero di sconfitte: Hitachi e Fujita (2) - Miglior attacco: Hitachi (102) - Miglior difesa: Fujita (15) - Miglior differenza reti: Hitachi (+83) - Maggior numero di pareggi: Fujita, Yomiuri Junior, Cosmo Oil, Kofu Club, Kyoto Shiko (7) - Minor numero di pareggi: Hitachi (1) - Maggior numero di sconfitte: Nippon Steel (25) - Minor numero di vittorie: Osaka Gas (2) - Peggior attacco: Toho Titanium (13) - Peggior difesa: Nippon Steel (94) - Peggior differenza reti: Nippon Steel (-76) |

### Classifica marcatori
| Gol |  |  | Giocatore         | Squadra       |
| --- |  |  | ----------------- | ------------- |
| 10  |  |  | Renato            | Nissan Motors |
| 10  |  |  | Tetsuya Totsuka   | Yomiuri       |
| 10  |  |  | Tsuyoshi Kitazawa | Honda Motor   |
| 9   |  |  | Nobuhiro Takeda   | Yomiuri       |

| Gol |  |  | Giocatore         | Squadra         |
| --- |  |  | ----------------- | --------------- |
| 33  |  |  | Wagner Lopes      | Hitachi         |
| 23  |  |  | Régis Angeli      | Hitachi         |
| 22  |  |  | Mílton da Cruz    | Sumitomo Metals |
| 19  |  |  | Víctor Antelo     | Fujita          |
| 19  |  |  | Gilberto da Silva | Kyoto Shiko     |